# Lista de vereadores de Duque de Caxias (Rio de Janeiro)
Esta é a lista de vereadores de Duque de Caxias, município brasileiro do estado do Rio de Janeiro.
A Câmara Municipal de Duque de Caxias é formada por vinte e nove representantes. O prédio da Câmara chama-se Palácio Armando Maia de Oliveira. O plenário denomina-se Vilson Campos Macedo.

## 19ª Legislatura (2021–2024)
Estes são os vereadores eleitos nas eleições de 15 de novembro de 2020, pelo período de 1° de janeiro de 2021 a 31 de dezembro de 2024:
| Mesa Diretora (2021-2022)              |                       |                        |                              |
| Nome                                   | Início do mandato     | Fim do mandato         | Cargo                        |
| Celso Luís Pereira do Nascimento (MDB) | 1º de janeiro de 2021 | 31 de dezembro de 2022 | Presidente da Câmara         |
| Delza Oliveira Sant'Anna (PATRI)       | 1º de janeiro de 2021 | 31 de dezembro de 2022 | 1ª Vice-presidente da Câmara |
| Divair Alves de Oliveira Junior (MDB)  | 1º de janeiro de 2021 | 31 de dezembro de 2022 | 2º Vice-presidente da Câmara |
| Cláudio de Oliveira Thomaz (DEM)       | 1º de janeiro de 2021 | 31 de dezembro de 2022 | 1º Secretário                |
| Clovis Mororo Magalhães (PATRI)        | 1º de janeiro de 2021 | 31 de dezembro de 2022 | 2º Secretário                |

|    | Nome                                                                                          | Partido                                        | Votos  | %    | Observações                                                          |
| -- | --------------------------------------------------------------------------------------------- | ---------------------------------------------- | ------ | ---- | -------------------------------------------------------------------- |
| 1  | Sérgio Alberto Corrêa da Rocha, Serginho (Duque de Caxias, 16.07.1973–)                       | Movimento Democrático Brasileiro (MDB)         | 12.078 | 2,75 | 2º mandato                                                           |
| 2  | Carlos Augusto Pereira Sodré, Carlinhos da Barreira (Duque de Caxias, 27.03.1981–)            | Movimento Democrático Brasileiro (MDB)         | 10.454 | 2,38 | 2º mandato                                                           |
| 3  | Marcos Paulo Barbosa Tavares (Duque de Caxias, 28.01.1978–)                                   | AVANTE                                         | 7.908  | 1,80 | 1º mandato                                                           |
| 4  | Sandro Ribeiro Pedrosa, Lelis (Duque de Caxias, 28.03.1973–)                                  | Movimento Democrático Brasileiro (MDB)         | 7.839  | 1,79 | 2º mandato Está licenciado como Secretário Mun. de Serviços Públicos |
| 5  | Delza Oliveira Sant'Anna de Almeida, Delza de Oliveira (Duque de Caxias, 17.12.1965–)         | Patriota (PATRI)                               | 7.642  | 1,74 | 2º mandato                                                           |
| 6  | Celso Luís Pereira do Nascimento, Celso do Alba (2021-2022) (Duque de Caxias, 04.04.1976–)    | Movimento Democrático Brasileiro (MDB)         | 7.517  | 1,71 | 2º mandato                                                           |
| 7  | Arthur Carvalho Monteiro (Duque de Caxias, 15.11.1972–)                                       | Democratas (DEM)                               | 6.209  | 1,42 | 2º mandato                                                           |
| 8  | Danilo Francisco da Silva, Danilo do Mercado (Duque de Caxias, 19.08.1967–10.03.2021)         | Movimento Democrático Brasileiro (MDB)         | 6.080  | 1,39 | 1º mandato Assassinado durante o mandato                             |
| 9  | Divair Alves de Oliveira Junior, Junior Reis (Itaperuna, 27.10.1965–)                         | Movimento Democrático Brasileiro (MDB)         | 5.339  | 1,22 | 1º mandato                                                           |
| 10 | Eduardo Moreira da Silva (Duque de Caxias, 02.03.1982–)                                       | Partido dos Trabalhadores (PT)                 | 5.339  | 1,22 | 2º mandato                                                           |
| 11 | Cláudio de Oliveira Thomaz (Duque de Caxias, 21.07.1966–)                                     | Democratas (DEM)                               | 5.304  | 1,21 | 2º mandato                                                           |
| 12 | Ailton Abreu Nascimento, Chiquinho Caipira (Rio de Janeiro, 11.05.1967–)                      | Democratas (DEM)                               | 5.298  | 1,21 | 2º mandato                                                           |
| 13 | Eduardo Anderson Góes Lopes (Rio de Janeiro, 13.02.1980–)                                     | REPUBLICANOS                                   | 5.080  | 1,16 | 1º mandato                                                           |
| 14 | Clóvis Mororo Magalhães, Clovinho Sempre Junto (Rio de Janeiro, 21.01.1977–)                  | Patriota (PATRI)                               | 5.048  | 1,15 | 2º mandato                                                           |
| 15 | Valdecy Nunes da Rosa Filho (Duque de Caxias, 14.06.1975–)                                    | Patriota (PATRI)                               | 4.870  | 1,11 | 2º mandato                                                           |
| 16 | Carlos Alberto de Paula Dias Junior, Junior Uios (Duque de Caxias, 20.04.1974–)               | Democratas (DEM)                               | 4.831  | 1,10 | 2º mandato                                                           |
| 17 | Marcos Paulo Casal Barbosa, Marquinho da Pipa (Duque de Caxias, 29.05.1975–)                  | Movimento Democrático Brasileiro (MDB)         | 4.161  | 0,95 | 1º mandato                                                           |
| 18 | Aquiciley Silva do Carmo, Aquiciley Filho Adão do Campo (Duque de Caxias, 06.06.1982–)        | REPUBLICANOS                                   | 4.106  | 0,94 | 1º mandato                                                           |
| –  | Fernanda Isabel da Costa (João Pessoa, 13.12.1988–)                                           | Movimento Democrático Brasileiro (MDB)         | 3.999  | 0,91 | 1º mandato. Posse em 01.2021 na vaga de Sandro Lelis                 |
| 19 | Maria Landerleide de Assis Duarte, Leide (São Luís, 20.06.1963–)                              | REPUBLICANOS                                   | 3.723  | 0,85 | 2º mandato                                                           |
| 20 | Victor Hugo Leonel da Silva, Vitinho Grandão (Duque de Caxias, 04.04.1996–)                   | Solidariedade (SD)                             | 3.410  | 0,78 | 1º mandato                                                           |
| 21 | Marcus Vinícius de Moraes Guimarães, Boquinha (Rio de Janeiro, 06.06.1966–)                   | Solidariedade (SD)                             | 3.341  | 0,76 | 1º mandato                                                           |
| 22 | Alexsandro Silva Faria, Sandro do Sindicato (Duque de Caxias, 10.05.1979–13.10.2021)          | Solidariedade (SD)                             | 3.247  | 0,74 | 1º mandato. Assassinado durante o mandato                            |
| 23 | José Miguel de Mesquita Filho, Zezinho do Mineirão (Duque de Caxias, 15.02.1964–)             | Partido Social Liberal (PSL)                   | 2.914  | 0,66 | 2º mandato                                                           |
| 24 | Marcelo Cardoso Rodrigues, Catiti (Rio de Janeiro, 16.03.1972–)                               | AVANTE                                         | 2.893  | 0,66 | 1º mandato                                                           |
| 25 | Moisés Luiz Gomes, Moisés Neguinho (Duque de Caxias, 23.12.1978–)                             | Partido da Mulher Brasileira (PMB)             | 2.788  | 0,64 | 1º mandato                                                           |
| –  | Andréa Santos da Silva, Andréa Conselheira (Duque de Caxias, 25.01.1970–)                     | Solidariedade (SD)                             | 2.462  | 0,56 | 1º mandato. No lugar de Sandro do Sindicato                          |
| 26 | Joaquim José Quinzé Santos Alexandre (Rio de Janeiro, 31.03.1955–Duque de Caxias, 12.09.2021) | Partido Liberal (PL)                           | 2.364  | 0,54 | 4º mandato. Assassinado durante o mandato                            |
| 27 | Jackson Wagner dos Santos Barbosa (Duque de Caxias, 21.06.1986–)                              | Partido Social Democrático (PSD)               | 2.348  | 0,54 | 1º mandato                                                           |
| –  | Rozilene Lima de Oliveira, Rosinha Lima (Duque de Caxias, 12.07.1970–)                        | Movimento Democrático Brasileiro (MDB)         | 2.307  | 0,53 | 1º mandato. Posse em 16.03.2021 no lugar de Danilo                   |
| 28 | Michael Alexandre Gervásio, Michel Vila Nova (Duque de Caxias, 13.04.1978–)                   | Partido da Social Democracia Brasileira (PSDB) | 2.232  | 0,51 | 1º mandato                                                           |
| 29 | Deisimar Quaresma Ribeiro, Deisi do Seu Dino (Duque de Caxias, 03.01.1970–)                   | Partido Social Liberal (PSL)                   | 1.985  | 0,45 | 2º mandato                                                           |
| –  | Elson Santos da Silva, Elson da Batata (Rio de Janeiro, 08.08.1977–)                          | Partido Liberal (PL)                           | 1.407  | 0,32 | 1º mandato. No lugar de Quinzé                                       |

## 18ª Legislatura (2017–2020)
Estes são os vereadores eleitos nas eleições de 2 de outubro de 2016, pelo período de 1° de janeiro de 2017 a 31 de dezembro de 2020:
|    | Nome                                                                                   | Partido                                            | Votos | %    | Observações |
| -- | -------------------------------------------------------------------------------------- | -------------------------------------------------- | ----- | ---- | ----------- |
| 1  | Eduardo Moreira da Silva (Duque de Caxias, 02.03.1982–)                                | Partido dos Trabalhadores (PT)                     | 6.284 | 1,42 | 1º mandato  |
| 2  | Wendell Oliveira do Nascimento (Duque de Caxias, 12.12.1974–)                          | Partido Comunista do Brasil (PCdoB)                | 5.981 | 1,36 | 1º mandato  |
| 3  | Carlos Augusto Pereira Sodré, Carlinhos da Barreira (Duque de Caxias, 27.03.1981–)     | Partido Social Democrata Cristão (PSDC)            | 5.731 | 1,30 | 1º mandato  |
| 4  | Sérgio Alberto Corrêa da Rocha, Serginho (Duque de Caxias, 16.07.1973–)                | Partido da República (PR)                          | 5.682 | 1,29 | 1º mandato  |
| 5  | Delza Oliveira Sant'Anna de Almeida (Duque de Caxias, 17.12.1965–)                     | Partido Republicano Progressista (PRP)             | 4.970 | 1,13 | 1º mandato  |
| 6  | Clóvis Mororo Magalhães, Clovinho (Rio de Janeiro, 21.01.1977–)                        | Partido Democrático Trabalhista (PDT)              | 4.889 | 1,11 | 1º mandato  |
| 7  | Arthur Carvalho Monteiro (Duque de Caxias, 15.11.1972–)                                | Partido Trabalhista do Brasil (PTdoB)              | 4.648 | 1,05 | 1º mandato  |
| 8  | Carlos Alberto Oliveira do Nascimento, de Jesus (Rio de Janeiro, 13.10.1968–)          | Partido Democrático Trabalhista (PDT)              | 4.625 | 1,05 | 1º mandato  |
| 9  | Celso Luís Pereira do Nascimento, Celso do Alba (Duque de Caxias, 04.04.1976–)         | Partido do Movimento Democrático Brasileiro (PMDB) | 4.381 | 0,99 | 1º mandato  |
| 10 | Sebastião Ferreira da Silva, Chiquinho Grandão (Duque de Caxias, 03.08.1962–)          | Partido Progressista (PP)                          | 4.358 | 0,99 | 1º mandato  |
| 11 | Roberto Gabriel de Souza, Beto Gabriel (Rio de Janeiro, 06.04.1967–)                   | Partido Verde (PV)                                 | 4.324 | 0,98 | 1º mandato  |
| 12 | Guilherme do Nascimento Quites, É a Esperança (Duque de Caxias, 24.03.1960–)           | Partido Trabalhista Nacional (PTN)                 | 4.288 | 0,97 | 1º mandato  |
| 13 | Deisimar Quaresma Ribeiro, Deise do Marcelo do Seu Dino (Duque de Caxias, 03.01.1970–) | Partido Trabalhista Cristão (PTC)                  | 4.148 | 0,94 | 1º mandato  |
| 14 | Cláudio de Oliveira Thomaz (Duque de Caxias, 21.07.1966–)                              | Partido Trabalhista Nacional (PTN)                 | 4.037 | 0,92 | 1º mandato  |
| 15 | Marcos Paulo Barbosa Tavares (Duque de Caxias, 28.01.1978–)                            | Partido Social Democrata Cristão (PSDC)            | 3.860 | 0,88 | 1º mandato  |
| 16 | André Koppe Nogueira, do Adriano (Rio de Janeiro, 11.11.1977–)                         | Partido Trabalhista do Brasil (PTdoB)              | 3.739 | 0,85 | 1º mandato  |
| 17 | Sandro Ribeiro Pedrosa, Lelis (2017-2020) (Duque de Caxias, 28.03.1973–)               | Partido Social Liberal (PSL)                       | 3.723 | 0,84 | 1º mandato  |
| 18 | Juliana Fant Alves, do Táxi (Duque de Caxias, 11.01.1978–)                             | Partido Social Democrático (PSD)                   | 3.708 | 0,84 | 1º mandato  |
| 19 | Alexsandro Mendonça Rosa (Duque de Caxias, 05.05.1974–)                                | Solidariedade (SD)                                 | 3.510 | 0,80 | 1º mandato  |
| 20 | José Miguel de Mesquita Filho, Zezinho do Mineirão (Rio de Janeiro, 15.02.1964–)       | Partido do Movimento Democrático Brasileiro (PMDB) | 3.500 | 0,79 | 1º mandato  |
| 21 | Luiz da Silva Machado, Cowboy Beleza (Rio de Janeiro, 19.08.1949–)                     | Partido Progressista (PP)                          | 3.435 | 0,78 | 1º mandato  |
| 22 | Ailton Abreu Nascimento, Chiquinho Caipira (Rio de Janeiro, 11.05.1967–)               | Partido do Movimento Democrático Brasileiro (PMDB) | 3.410 | 0,77 | 1º mandato  |
| 23 | Valdecy Nunes da Rosa Filho (Duque de Caxias, 14.06.1975–)                             | Partido Progressista (PP)                          | 3.373 | 0,76 | 1º mandato  |
| 24 | Maria Landerleide de Assis Duarte, Leide Amiga de Caxias (São Luís, 20.06.1963–)       | Partido Republicano Brasileiro (PRB)               | 3.185 | 0,72 | 1º mandato  |
| 25 | Marcos Fernandes de Araújo, Marquinho Oi (Cataguases, 08.11.1961–)                     | Democratas (DEM)                                   | 3.183 | 0,72 | 1º mandato  |
| 26 | Carlos Alberto de Paula Dias Junior, Junior Uios (Duque de Caxias, 20.04.1974–)        | Partido dos Trabalhadores (PT)                     | 3.113 | 0,71 | 1º mandato  |
| 27 | Osvaldo Ferreira de Lima (Lajes Pintadas, 17.05.1967–)                                 | Partido Social Cristão (PSC)                       | 3.088 | 0,70 | 1º mandato  |
| 28 | Eduardo Macedo Feital (Duque de Caxias, 17.10.1968–)                                   | Partido Republicano Progressista (PRP)             | 3.058 | 0,69 | 1º mandato  |
| 29 | Henrique Sérgio de Souza Pereira, Kiko Xerém (Duque de Caxias, 30.07.1970–)            | Partido Social Liberal (PSL)                       | 2.247 | 0,51 | 1º mandato  |

## Legenda
| Cor  | Significado          |
| Bege | Presidente da Câmara |
| Azul | Suplente             |